# Zuidelijke Tuinsteden
De Zuidelijke Tuinsteden is een benaming voor de zuidelijke wijken van Rotterdam-Zuid. De wijken zijn opgezet volgens de "tuinstadgedachte" met relatief veel ruimte en groen.
De Zuidelijke Tuinsteden zijn gebouwd vanaf 1949 te beginnen met Pendrecht en Zuidwijk gevolgd door Lombardijen (1960-1967) en Groot-IJsselmonde.
Beverwaard, gebouwd tussen 1978 en 1990, wordt vaak niet tot de Zuidelijke Tuinsteden gerekend. Tuindorp Vreewijk is al voor de Tweede Wereldoorlog gebouwd en hoewel de wijk ook relatief veel ruimte en groen heeft wordt Vreewijk ook meestal niet altijd gerekend tot de Zuidelijke Tuinsteden.
De wijken waren toen ze gebouwd werden populair om in te wonen, relatief goede, niet al te dure woningen in een ruim opgezette wijk. De bevolkingssamenstelling was vanaf het begin redelijke homogeen, onder andere door huurdersselectie.
In de loop van de jaren tachtig veranderde de bevolkingssamenstelling merkbaar door vergrijzing en door het verschil in samenstelling van de instroom en uitstroom van de wijken. De woningen waren inmiddels verouderd en niet meer aantrekkelijk voor midden- en hogere inkomensgroepen; kinderen die opgroeiden trokken weg en gingen in de voorsteden zoals Carnisselande en Portland wonen. Door de lage huur werden de huizen populairder bij mensen uit de lagere-inkomensgroepen. Met de komst van de lagere-inkomensgroepen nam ook het aandeel van allochtonen aanzienlijk toe.
In 2007 worden de Zuidelijke Tuinsteden worden gerekend tot de De 40 wijken van Vogelaar.